# Archive.today
archive.today (ili archive.is) je veb lokacija za arhiviranje, osnovana 2012. godine, koja čuva snimke na zahtev i ima podršku za sajtove sa znatnim učešćem Džavaskripta kao što su Gugl mape i progresivne veb aplikacije kao što je Tviter. archive.today beleži dva snimka: jedan replicira originalnu veb stranicu uključujući sve funkcionalne žive linkove; drugi je snimak ekrana stranice.

## Spoljašnje veze
- Zvanični veb-sajt
- Archive.is na sajtu
- archive.today na sajtu
- archive.today at archiveteam.org
- archive.ph/faq